# Allobracon plaumanni
Allobracon plaumanni är en stekelart som först beskrevs av Clark 1965.  Allobracon plaumanni ingår i släktet Allobracon och familjen bracksteklar. Inga underarter finns listade i Catalogue of Life.